# Vladimír Leško
Vladimír Leško (ur. 15 marca 1950) – słowacki filozof. Zajmuje się dziejami filozofii, zwłaszcza współczesnej. Pracuje jako profesor na  Uniwersytecie Pavla Jozefa Šafárika w Koszycach. Wykłada historię filozofii ze szczególnym uwzględnieniem filozofii niemieckiej XIX i XX wieku oraz metafizyki. Jest autorem bądź redaktorem szeregu monografii i podręczników uniwersyteckich. Uchodzi za jednego z najważniejszych animatorów życia filozoficznego na Słowacji.
W swoich badaniach Leško koncentrował się przede wszystkim na problemach metodologiczno-metodycznych poznania historyczno-filozoficznego, skupiając się na identyfikacji silnych i słabych modeli filozofii dziejów filozofii. Położył zasługi na polu badań spuścizny filozoficznej Hegla, Heideggera, Finka, Patočky i Gadamera.

## Twórczość
- 1988 – Kapitoly z dejín ateizmu a kritiky náboženstva (współautorstwo)
- 1991 – Dejiny novovekej filozofie
- 1992 – Úvod do filozofie
- 1993 – Dejiny filozofie (współautorstwo), wydanie 3. 1996
- 1994 – Metamorfózy poklasickej filozofie (wraz z Františkiem Mihiną i kol. autorów)
- 2004 – Filozofia dejín filozofie